# Seniorat Włochy diecezji Buffalo-Pittsburgh PNKK
Seniorat Włochy (Seniorate Of Italy) – seniorat (dekanat) diecezji Buffalo-Pittsburgh Polskiego Narodowego Kościoła Katolickiego w USA i Kanadzie (PNKK) położony we Włoszech. Seniorem (dziekanem) senioratu jest ks. Claudio Bocca z Lukki.

## Parafie senioratu Włochy
- parafia św. Stanisława Kostki w Lucce, proboszcz: ks. sen. Claudio Bocca
- parafia Jezusa Miłosiernego w Turynie, proboszcz: ks. Giuseppi Biancotti
- parafia św. Ducha w Sabaudii, proboszcz: ks. Luciano Bruno